# Padang Bujur (Sipirok)
Padang Bujur is een bestuurslaag in het regentschap Tapanuli Selatan van de provincie Noord-Sumatra, Indonesië. Padang Bujur telt 1125 inwoners (volkstelling 2010).